# Georges Huercano-Hidalgo
 (février 2024).
Si vous disposez d'ouvrages ou d'articles de référence ou si vous connaissez des sites web de qualité traitant du thème abordé ici, merci de compléter l'article en donnant les références utiles à sa vérifiabilité et en les liant à la section « Notes et références ».
Georges Huercano-Hidalgo, né le 9 janvier 1962 à Charleroi, est un journaliste belge.

## Biographie
Il travailla de 1988 à 2008 pour la RTBF("Au Nom de la Loi") sur des dossiers tels que l'affaire Spartacus, l'affaire Dutroux ou encore l'affaire d'Outreau.
Il a réalisé l'interview de Sabine Dardenne, rescapée de la cache de Marc Dutroux. Il fait partie des journalistes belges qui ont défendu la thèse d'un "Dutroux prédateur isolé", réduisant ainsi le rôle de Michel Nihoul à celui d'un escroc et d'un trafiquant de drogue. C'est aussi lui qui a, le premier, mis en doute la thèse du réseau dans l'affaire d'Outreau dans ses docus-enquêtes "Les fantômes d'Outreau" (pour France 5) et "Le destin brisé des Legrand" pour "Envoyé Spécial" (France 2) et "Dossier Noir" (RTBF).
Depuis plus de deux ans, il produisait et présentait "C'est la vie en +", un talk show façon Delarue sur la RTBF. 
Via la société de production Keynews, Georges Huercano présente une émission mensuelle d'investigation "Indices" avec Julie Denayer sur RTL-TVI.